# Excellent (cruise-ferry)
L’Excellent est un cruise-ferry construit par les chantiers Nuovi Cantieri Apunia à Marina di Carrara pour la compagnie italienne Grandi Navi Veloci.

## Histoire

### Origines et construction
Après le succès des sister-ships Majestic et Splendid en 1993 et 1994 et du Fantastic en 1996, l'armateur italien Grandi Navi Veloci s'impose comme référence sur les lignes entre l'Italie continentale, la Sicile et la Sardaigne. En 1997, la compagnie commande deux nouveaux cruise-ferries les sister-ships Excellent et Excelsior. Les plans des nouveaux navires font état d'une version améliorée du Fantastic, plus longs d'environ 14 mètres et dotés d'une capacité nettement supérieure. Afin de gagner du temps la compagnie fait construire les sister-ships au sein de deux chantiers différents.
La construction de l’Excellent débute en 1997 et il est livré à GNV le 23 mai 1998.

### Service
Avant d'entamer sa carrière commerciale, l‘Excellent réalise d'abord un voyage de présentation en Israël et à Chypre. De retour à Gênes, il fait sa première traversée vers Olbia en Sardaigne le 25 juin 1998. Lors de son arrivée, le navire est victime d'une avarie au niveau des moteurs.
Durant ses premières années de service, l‘Excellent dessert la Sardaigne en saison estivale et la Sicile le reste de l'année.
En avril 2000, le cruise-ferry est affrété par le parti politique Forza Italia dans le cadre de la campagne pour les élections générales italiennes de 2001. Le navire fait ainsi le tour de l'Italie, faisant escale à Livourne, Naples, Reggio de Calabre, Catane, Bari, Pescara, Ancône, Rimini et Venise.
En 2008, l‘Excellent est affecté aux lignes entre l'Italie, l'Espagne et le Maroc.
En 2016, le navire est repeint aux nouvelles couleurs de GNV. 
En octobre 2017, l‘Excellent est utilisé comme hôtel flottant à  Saint-Christophe-et-Niévès afin d'héberger les personnes sinistrées à la suite de l'ouragan Irma.
Le 27 janvier 2018, un incendie se déclare à bord lors d'une traversée entre Gênes et Tunis. Le navire parvient à retourner à Gênes par ses propres moyens et le sinistre est éteint.
Le 31 octobre, alors que l’Excellent s’apprête à escaler à Barcelone par vents violents, l’équipage demande l’assistance. En attendant l’arrivée des remorqueurs, les autorités portuaires demandent à l’équipage de déplacer le navire dans une zone plus abrité du port mais le cruise-ferry est drossé contre le quai, son bulbe d’étrave heurte le quai tandis que sa proue pousse une des grues de chargement du port, la faisant s’écraser sur une cinquantaine de conteneurs, dont certains remplis de produits inflammables qui explosent. Aucun des 414 passagers de l’Excellent ni des employés du port n’est blessé. Le navire poursuit sa traversée vers le Maroc. À son retour à Gênes, le cruise-ferry prend la route des chantiers de Messine afin d'y être réparé.

## Aménagements

### Installations publiques
L’Excellent propose à ses passagers des installations variées pendant la traversée principalement situées sur les ponts 6 et 9. Le navire possède deux bars, trois espaces de restauration, une piscine, une boutique, un casino, un centre de bien être, un espace de jeux vidéo, une salle de jeux pour enfants, quatre salons fauteuils et un centre de conférences. Certaines de ces installations peuvent parfois être fermées durant les traversées.
Parmi les installations du navire, on retrouve :
- L‘Olympia : Le vaste bar-salon principal situé à la proue du navire sur le pont 6, des divertissements y sont proposés suivant les traversées ;
- L‘Arts : Le piano-bar situé au pont 6 au milieu du navire ;
- Le Miami Cafè : Le bar-piscine situé à la poupe du navire sur le pont 6 ;
- Le Mediterranea : Le self-service du navire situé au milieu sur le pont 6 ;
- L'Orangerie : Le restaurant du navire situé à la poupe sur le pont 6 ;
- Le Bazaar Chic : La galerie marchande du navire située au milieu du pont 6 ;
- Le Dream Machine : le casino situé au milieu du pont 6 près du bar salon Plaza Arcade ;
- Les salons fauteuils : ils sont situés sur le pont 9 au milieu du navire et sont à la disposition des passagers n'ayant pas de cabines.

### Cabines
L’Excellent possède 429 cabines situées sur les ponts 7 et 8. Pouvant loger jusqu'à quatre personnes et toutes pourvues de sanitaires complets, 38 d'entre elles sont des suites de luxe.

## Caractéristiques
L’Excellent mesure 202,17 mètres de long pour 26,8 mètres de large, son tirant d'eau est de 6,9 mètres. Sa jauge brute est de 39 777 UMS. Le navire peut embarquer 2 253 passagers et possède un garage pouvant contenir 760 véhicules répartis sur 4 niveaux et accessible par trois portes-rampes arrières. Il est entièrement climatisé. Il possède 4 moteurs Diesel semi rapides Sulzer-Wärtsilä de type 8L46A, 8 cylindres en ligne, développant une puissance de 28 960 kW entraînant deux hélices à pales orientables Lips faisant filer le bâtiment à plus de 24 nœuds. Il est en outre doté de deux propulseurs d'étrave et d'un stabilisateur antiroulis à deux ailerons repliables. Le navire est pourvu de six embarcations de sauvetages fermées de grande taille, de nombreux radeaux de survie, une embarcation de secours et une embarcation semi-rigide complètent les dispositifs de sauvetage.

## Lignes desservies
Pour le compte de Grandi Navi Veloci, l’Excellent sert sur les lignes Gênes - Olbia, Gênes - Palerme et Gênes - Porto Torres au début de sa carrière.
Actuellement, le navire est en service sur Sète - Béjaïa, Sète - Alger, Gênes - Barcelone - Tanger, Sète - Tanger ou Gênes - Tunis selon périodes.